# Eurygaster granulosus
Espèce
Eurygaster granulosus est une espèce fossile d'insectes hémiptères de la tribu des Eurygastrini (punaises sous-famille des Eurygastrinae, famille des Scutelleridae). 

## Classification
L'espèce Eurygaster granulosus est décrite en 1891 par le paléontologue et entomologiste allemand Förster (1852-1924),.

### Fossiles
Selon Paleobiology Database en 2023, le nombre de collections de fossiles référencés est de deux :
- Rupélien ou Oligocène inférieur, une collection de France, de Brunstatt, décrite en 1891 par Bruno Förster[1] et une d'Allemagne, de Kleinkembs, décrite en 1937 par le paléontologue français Nicolas Théobald[3],[2].

### Étymologie
L'épithète spécifique granulosus signifie en latin « granulaire ».

## Description

### Caractères
La diagnose de Nicolas Théobald en 1937, : 

« Cet Insecte a été décrit de Brunstatt. Nous avons eu un échantillon (R26 de la collection Mieg) de Kleinkembs s'y rapportant. ».

### Affinités
« La forme appartient bien au g. Eurygaster ; elle est voisine d'Eurygaster maura L. qui habite les régions paléarctiques et les Indes, cette dernière espèce est commune en France, où elle vit sur les céréales dont elle perce les jeunes graines. ».

## Galerie
- Quelques espèces vivantes du genre Eurygaster.
- Eurygaster austriaca.
- Eurygaster hottentotta.
- Eurygaster integriceps.
- Eurygaster maura.
- Eurygaster testudinaria.

### Publication originale
- [1891] Bruno Förster, « Die Insekten der "Plattigen Steinmergels" von Brunstatt », Abhandlungen zur Geologischen Specialkarte von Elsass-Lothringen, vol. Band 3, no 1,‎ 1891, p. 335-593.